# Акі (рослина)
Акі, або блігія смачна (Blighia sapida) — плодове дерево родини Сапіндові. На Ямайці вважається «національним» фруктом.

## Опис
Акі — невелике дерево висотою 10-12 м з сірою, майже гладкою корою і еліптичним листям 15-30 см завдовжки.
Плід грушоподібний, довжиною 7-10 см, з червоно-жовтою шкіркою; зовні нагадує персик. Коли плід повністю дозріває, він тріскається і стає помітна кремова солодкувата м'якоть, що нагадує волоський горіх, яка оточує три чорні насінини.

## Поширення
Батьківщина акі — Західна Африка. Був завезений на Ямайку і пізніше поширився на Центральну Америку, Антильські острови та Багамські острови. Поодинокі дерева зустрічаються також в Бразилії, Еквадорі, Венесуелі, Колумбії та Суринамі.

## Використання
Плоди акі отруйні (мітстять гіпогліцин) доти, доки не розкриються природним чином. «Насіння отруйні завжди», в них концентрація гіпогліцину в 2-3 рази більше.
У їжу вживають тільки м'якоть, що оточує насіння, інші частини плоду не їдять.
М'якоть можна їсти сирою, але на Ямайці зазвичай її варять разом із солоною сайдою або хеком — страва акі та солона риба вважається національною стравою. В Африці м'якоть акі додають до супу або смажать на олії.
У країнах Західної Африки зелені плоди використовуються як мило. Розім'яті плоди акі можуть бути використані як отрута для риби.

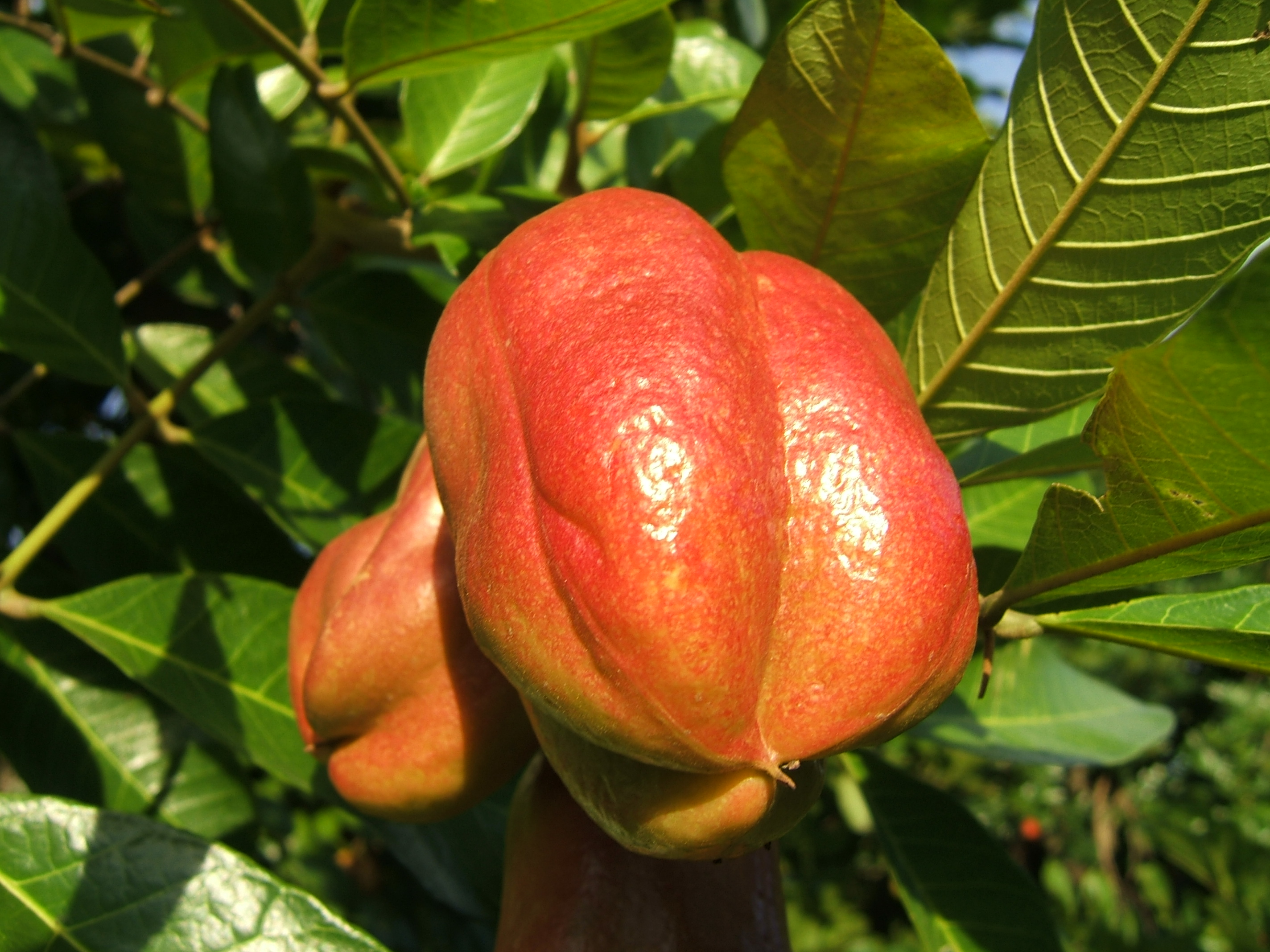
Нерозкритий плід
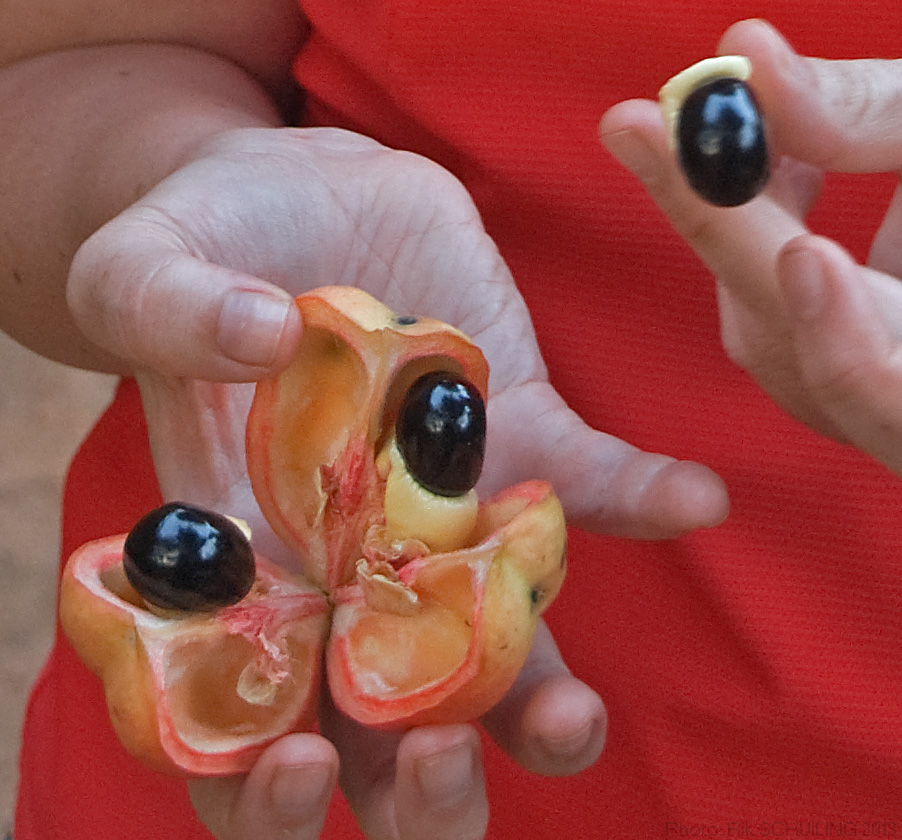
Плід акі, що розкрився, насіння та м'якоть
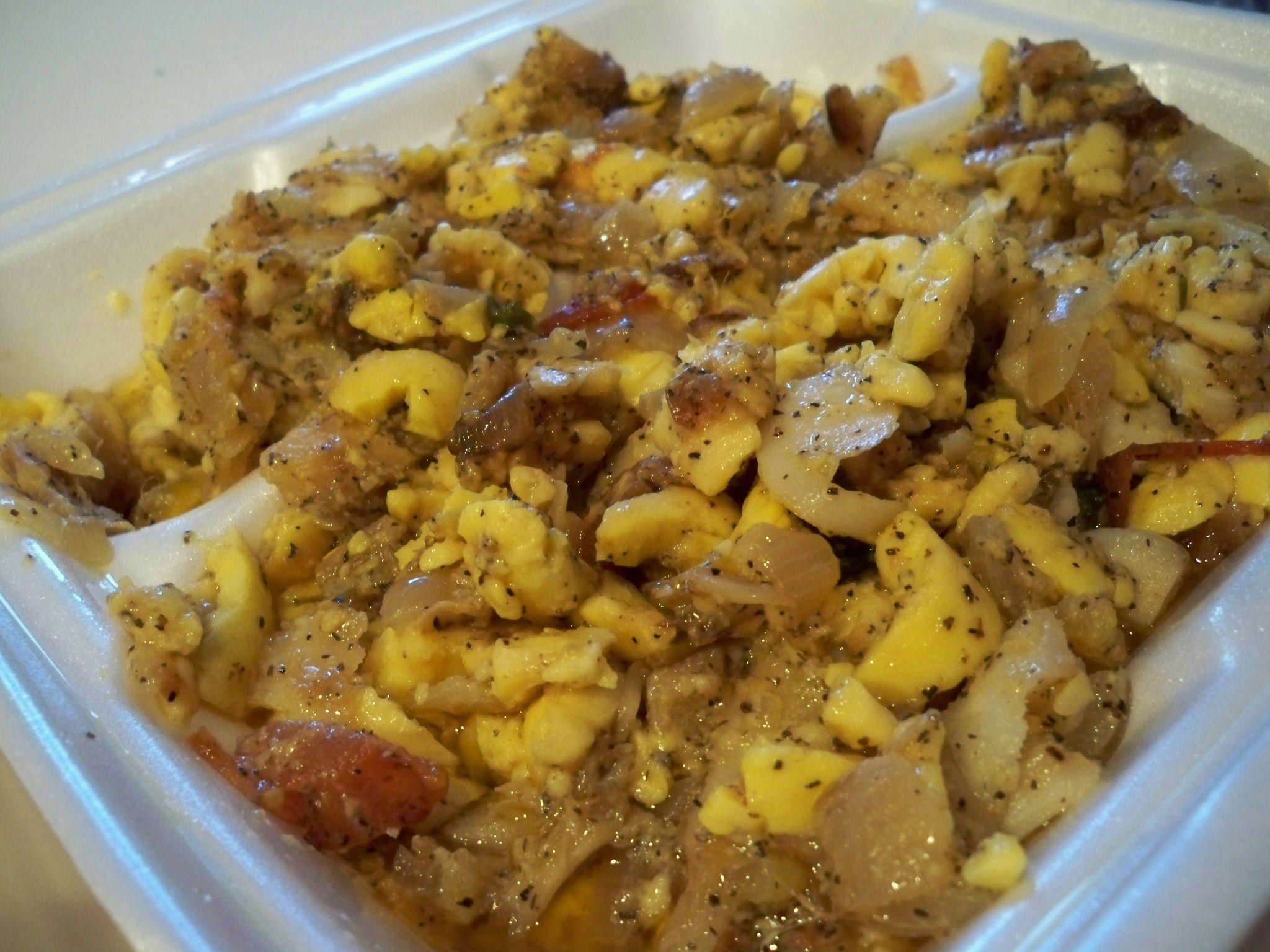
Акі та солона риба, національна страва Ямайки
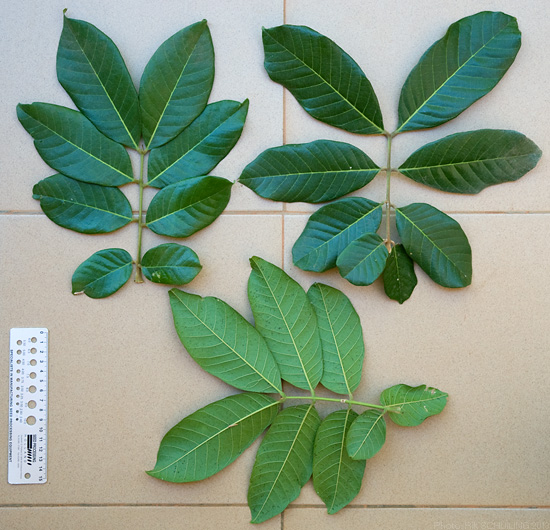
Листя
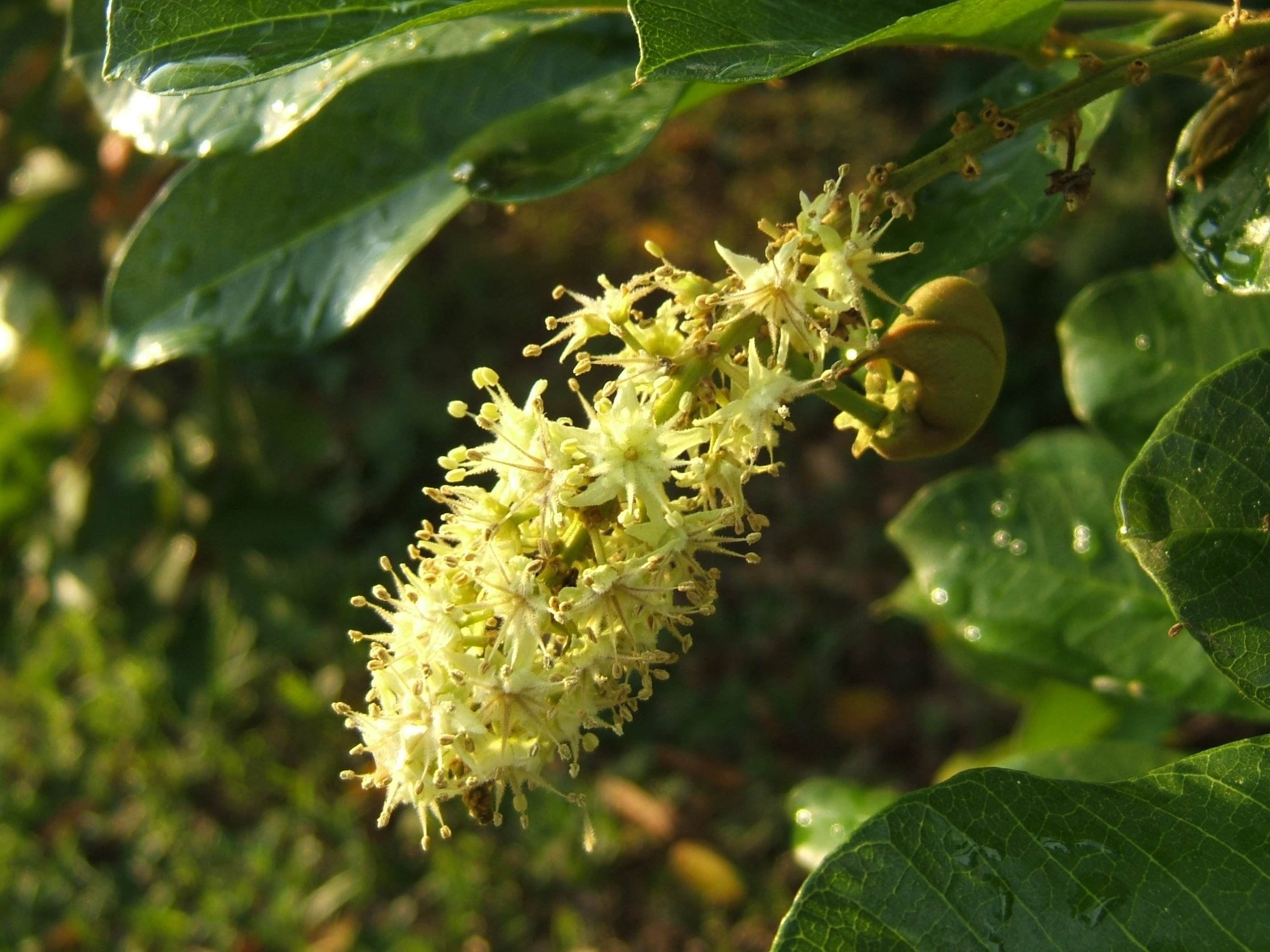
Цвіт